# Funaria koelzei
Funaria koelzei är en bladmossart som beskrevs av Edwin Bunting Bartram 1961. Funaria koelzei ingår i släktet spåmossor, och familjen Funariaceae. Inga underarter finns listade i Catalogue of Life.